# Жалівник рудоголовий
Жалівни́к рудоголовий (Scepomycter winifredae) — вид горобцеподібних птахів родини тамікових (Cisticolidae). Ендемік Танзанії. Міомбовий жалівник раніше вважався конспецифічним з рудоголовим жалівником.

## Опис
Довжина птаха становить 13-15 см. Верхня частина тіла рівномірно-оливково-коричнева, хвіст і крила дещо тьмяніші. Обличчя, горло і груди тьмяно-руді або іржасті, живіт, гузка і боки поцятковані охристими смужками. Забарвлення самиць дещо тьмяніше. Спів — пронизливий свист, який виконується дуетом.

## Поширення і екологія
Рудоголові жалівники мешкають в горах Улугуру на сході Танзанії. Вони живуть в підліску вологих гірських тропічних лісів, на галявинах, поблизу струмків. Зустрічаються парами, на висоті від 1300 до 2430 м над рівнем. Живляться безхребетними. Сезон розмноження триває з жовтня по березень.

## Збереження
МСОП класифікує стан збереження цього виду як близький до загрозливого. За оцінками дослідників, популяція рудоголових жалівників становить від 500 до 1500 птахів. Їм загрожує знищення природного середовища.